# Opilio ejuncidus
Opilio ejuncidus is een hooiwagen uit de familie echte hooiwagens (Phalangiidae).